# Априкале
Априкале (итал. Apricale) — коммуна в Италии, располагается в регионе Лигурия, в провинции Империя.
Население составляет 577 человек (2008 г.), плотность населения составляет 29 чел./км². Занимает площадь 20 км². Почтовый индекс — 18030. Телефонный код — 0184.
Покровителем коммуны почитается святой Антоний Великий, празднование 8 сентября.

## Демография
Динамика населения:

## Администрация коммуны
- Официальный сайт: https://web.archive.org/web/20100417131258/http://www.apricale.org/it/index.asp